# Matilda de Este
Matilde o Matilda de Este (Génova, 7 de febrero de 1729-Treviso, 14 de noviembre de 1803) fue una princesa modenesa de nacimiento. Era hija de Francisco III de Este, duque de Módena y de Carlota Aglaé de Orleans. 

## Biografía
Matilde Beatriz nació en Génova, la segunda hija y el quinto hijo de Francisco III de Este, duque de Módena, el soberano duque de Módena y su esposa, Charlotte Aglaé d'Orléans, Mademoiselle de Valois, nieta de Luis XIV de Francia y Madame de Montespan. Su madre se separó de su padre en la década de 1740 después de que se descubriera un romance con el duque de Richelieu en la corte modenesa. Exiliada a Francia, Charlotte Aglaé aún logró arreglar los matrimonios de sus hijas. Su hermana mayor, María Teresa, se casó con su primo segundo, el duque de Penthièvre. Su hermana menor, Maria Fortunata, también se casó con un primo suyo, Luis Francisco José de Borbón, heredero del Príncipe de Conti. Sin embargo, todas las negociaciones matrimoniales de Matilde fracasaron. Después de la muerte de su hermana María Teresa en 1754, su madre intentó arreglar un matrimonio entre Matilde y el viudo de su hermana. Sin embargo, el afligido duque rechazó la oferta y nunca se volvió a casar. Matilde también permanecería soltera. Murió en 1803 y fue enterrada en la capilla del Convento de la Visitación de Venecia. Allí también están enterrados dos de sus hermanos, Hércules III de Módena y María Fortunata.